# لؤي السيد
لؤي السيد كاتب سيناريو مصري، وله العديد من الأعمال المعروفة مثل رامي الإعتصامي وياباني أصلي وأخي فوق الشجرة وأحمد نوتردام وغيرها.

## حياته
والده هو الممثل سيد صادق، تخرج من كلية التجارة بجامعة القاهرة ثم اتجه إلى دراسة السينما وبدأ مشواره الفني بتأليفه فيلم "كلام جرايد" والذي عرض في عام 2005 ثم قدم العديد من مؤلفاته السينمائية ومن أبرزهم فيلم "مفيش فايدة"، "حبيبي نائمًا بالإضافة إلى فيلم غش الزوجية.

## أعماله
من أبرز أعمالة رامى الأعتصامى البطولة الفنان احمد عيد الذى تنباء بكل تفاصيل ثورة يناير في عام 2008 قبل حدوثها في عام 2011 و أيضا فيلم يابانى أصلى مع النجم أحمد عيد و فيلم خلاويص الذى يعد من أبرز أعمال الكوميديا السياسية السوداء و شكل أيضا ثنائى مع الفنان رامز جلال حيث قدما سويا عدة أعمال من تأليف لؤى السيد و من أبرزها أفلام (غش الزوجية.مراتى و زوجتى,كنغر حبنا,رغدة متوحشة,سبع البرمبة ,أحمد نوتردام ,أخى فوق الشجرة ) و قام بتأليف فيلم (ماما حامل ) بطولة النجمة ليلى علوى و بيومى فؤاد و حمدى الميرغنى و محمد سلام الذى تم ترشيحة لجائزة (جوى أوورد) في الممكلة العربية السعودية و يعتبر فيلم ماما حامل من أعلى الأفلام إيراد في السينما السعودية حيث تخطت إيرداتة المائة مليون جنية و في مجال المسلسلات و الأعمال الدرامية قام بتأليف مسلسل (اتنين في الصندوق) بطولة حمدى الميرغنى و أوس وأس و بيومى فؤاد و صلاح عبد الله و إنتصار و محمود البزاوى و عدد كبير من النجوم و يعتبر هذا العمل هو أول عمل درامى يناقش مشاكل عمال النظافة حيث لاقى هذا العمل إشادات نقدية و جماهيرية واسعة و قام أيضا بلأشتراك في كتابة عدة حلقات في المسلسل السعودى الشهير (سكة سفر)

## وصلات خارجية
- لؤي السيد على موقع IMDb (الإنجليزية)
- لؤي السيد على موقع قاعدة بيانات الأفلام العربية